# 林克鈍鰕虎魚
林克鈍鰕虎魚（学名：Amblygobius linki）為輻鰭魚綱鰕虎鱼目鰕虎魚科鈍鰕虎魚屬的其中一種，分布於中西太平洋區，包括日本、菲律賓、帛琉及巴布亞紐幾內亞海域，棲息深度可達10公尺，體長可達4.4公分，棲息在沙泥底質海域。

## 扩展阅读
維基物種上的相關：林克鈍鰕虎魚